# Jenílson Ângelo de Souza
Jenílson Ângelo de Souza, även kallad Júnior, född 20 juni 1973 i São Antônio de Jesus, Bahia, Brasilien, är en brasiliansk före detta fotbollsspelare (vänsterback). Mellan 1996 och 2004 spelade han 22 landskamper och gjorde ett mål för det brasilianska landslaget.